# Edward Colman
Pour les articles homonymes, voir Colman.
Ne doit pas être confondu avec Édouard Coleman.
Edward Colman est un directeur de la photographie américain né le 25 janvier 1905 à Philadelphie (Pennsylvanie) et mort le 24 janvier 1995 à Newport Beach (Californie).

## Filmographie
- 1948 : La Grande Menace
- 1952-1959 : Badge 714 (36 épisodes)
- 1954 : La police est sur les dents (en)
- 1954 : The Public Defender
- 1957 : The D.I.
- 1957 : L'homme au bandeau noir
- 1959 : Quelle vie de chien !
- 1959 : Donald au pays des mathémagiques
- 1961 : Monte là-d'ssus
- 1961 : Babes in Toyland
- 1962 : Compagnon d'aventure
- 1963 : Après lui, le déluge
- 1963 : Sam l'intrépide
- 1963 : Les Mésaventures de Merlin Jones
- 1964 : Mary Poppins
- 1965 : Kilroy (téléfilm)
- 1965 : Calloway le trappeur
- 1965 : Un neveu studieux
- 1965 : L'Espion aux pattes de velours
- 1966 : Quatre Bassets pour un danois
- 1967 : L'Honorable Griffin
- 1967 : La Gnome-mobile
- 1967 : Le Plus Heureux des milliardaires
- 1967 : Matt Helm traqué
- 1968 : Le Fantôme de Barbe Noire
- 1968 : Un amour de Coccinelle